# Anatomische Pinzette

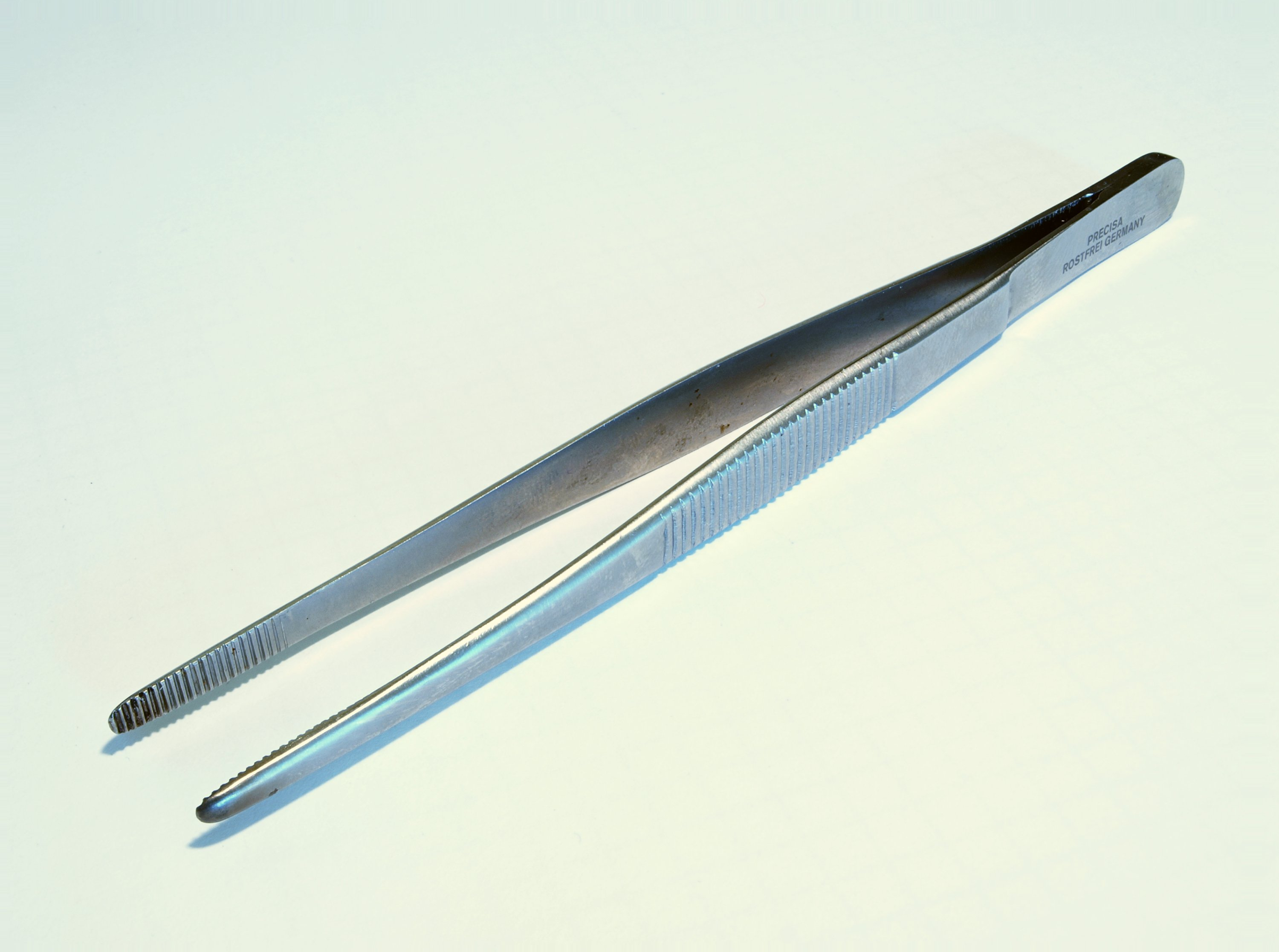
Gerade anatomische Standardpinzette

Eine anatomische Pinzette ist eine Pinzette, deren flächig geformten Haltebacken durch darin befindliche Querrillen ein Abrutschen der gehaltenen Struktur (z. B. Haut, Gefäß) verhindern soll. Die beiden Flächen werden durch Zusammendrücken der Haltegriffe zum Greifen benutzt. Im Ruhezustand sind die Enden etwas voneinander gespreizt.
Sie kann gerade oder mit einem abgebogenen vorderen Ende ausgeführt sein und wird in verschiedenen Längen hergestellt.
Anatomische Pinzetten eignen sich zum schonenden Erfassen leicht verletzlicher Strukturen, wie zum Beispiel Blutgefäßen oder Nerven. Sie kommt vor allem in der Anatomie Einsatz (daher der Name), ist aber auch in der Chirurgie für solche Anwendungen gebräuchlich. Die gewebeschonende Eigenschaft hat allerdings den Nachteil, dass erfasste Strukturen aus der Pinzette herausrutschen können. Ein starker Zug ist dadurch, im Gegensatz zur chirurgischen Pinzette mit ihren zahnartigen Enden, nicht möglich.

## Sonderformen
Anatomische Pinzetten gibt es in zahlreichen Sonderformen, die meist nach ihrem Entwickler benannt sind:
- Adson (nach Alfred Washington Adson)
- Brophy
- Cushing
- DeBakey (nach Michael Ellis DeBakey)
- Gerald
- Hudson (nach Ewald Hudson)
- Micro-Adson (nach Alfred Washington Adson)
- Mc Indoe
- Potts-Smith
- Semken
- Singley-Tuttle
- Stille
- Taylor
- Wangensteen (nach Owen H. Wangensteen)
- Waugh